# Isterband

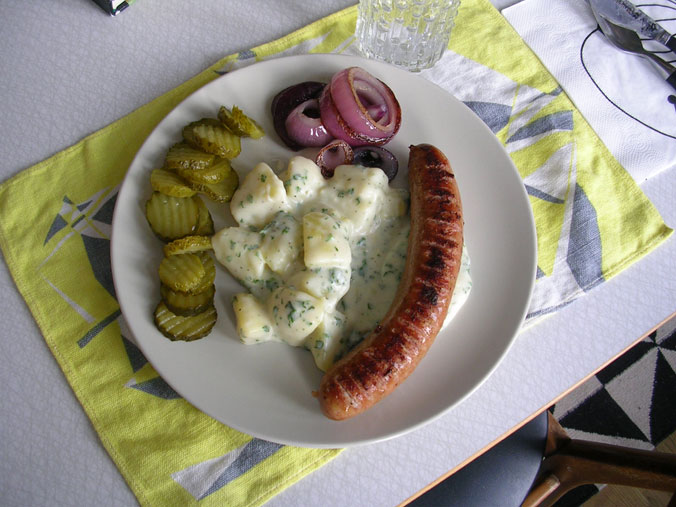
Isterband con aros de cebolla fritos, pepinillo encurtido y patatas con crema.

El isterband (en sueco ‘pieles de lardo’) es una salchicha sueca picada gruesa y ligeramente ahumada. Se hace con cerdo, cebada y patata. Hay muchas variedades de isterband, como la småländska isterband de la región de Småland; syrliga isterband, con un sabor ligeramente agrio; y lättisterband, con un menor contenido calórico. El isterband se suele servir con patatas con crema y eneldo y remolacha encurtida. El isterband es uno de los platos del smorgasbord sueco.